# Bierutów (gromada)
Bierutów – dawna gromada, czyli najmniejsza jednostka podziału terytorialnego Polskiej Rzeczypospolitej Ludowej w latach 1954–1972.
Gromady, z gromadzkimi radami narodowymi (GRN) jako organami władzy najniższego stopnia na wsi, funkcjonowały od reformy reorganizującej administrację wiejską przeprowadzonej jesienią 1954 do momentu ich zniesienia z dniem 1 stycznia 1973, tym samym wypierając organizację gminną w latach 1954–1972.
Gromadę Bierutów z siedzibą GRN w mieście Bierutowie (nie wchodzącym w skład gromady) utworzono 1 stycznia 1969 w powiecie oleśnickim w woj. wrocławskim; w jej skład weszły: wsie Kruszowice, Paczków, Posadowice, Radzieszyn i Sątok ze zniesionej gromady Posadowice oraz wsie Kijowice i Solniki Małe z gromady Solniki Wielkie w tymże powiecie. Dla gromady ustalono 16 członków gromadzkiej rady narodowej.
1 stycznia 1970 do gromady Bierutów włączono miejscowość Karwiniec o powierzchni 2.602,20 ha z miasta Bierutowa w tymże powiecie.
1 stycznia 1972 do gromady Bierutów włączono wsie Gorzesław i Wabienice ze zniesionej gromady Wabienice w tymże powiecie.
Gromada przetrwała do końca 1972 roku, czyli do kolejnej reformy gminnej. 1 stycznia 1973 w powiecie oleśnickim utworzono gminę Bierutów.